# Villacher Alpenstraße

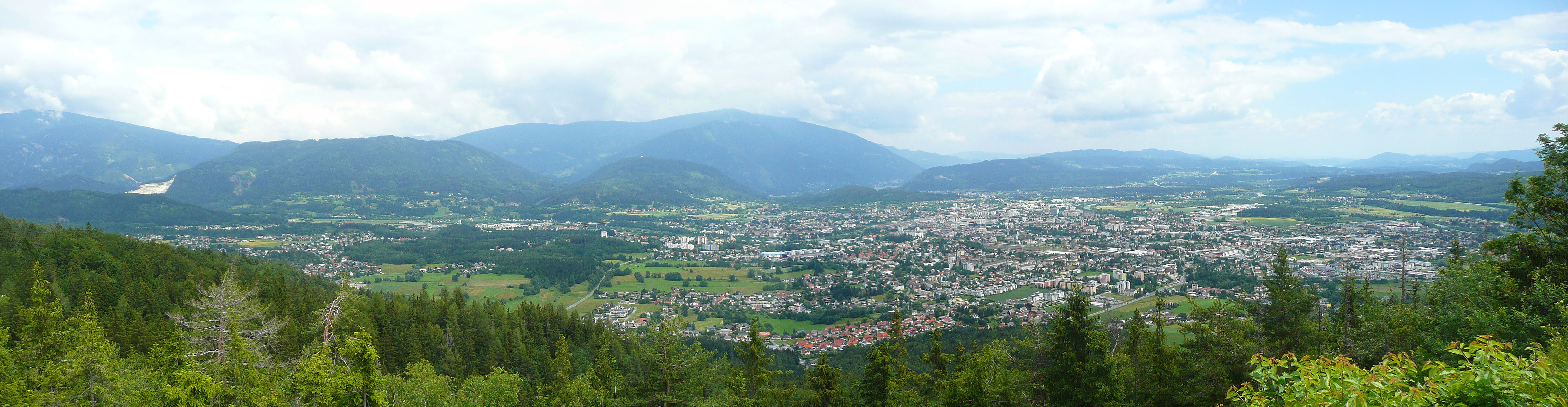
Aussicht auf Villach

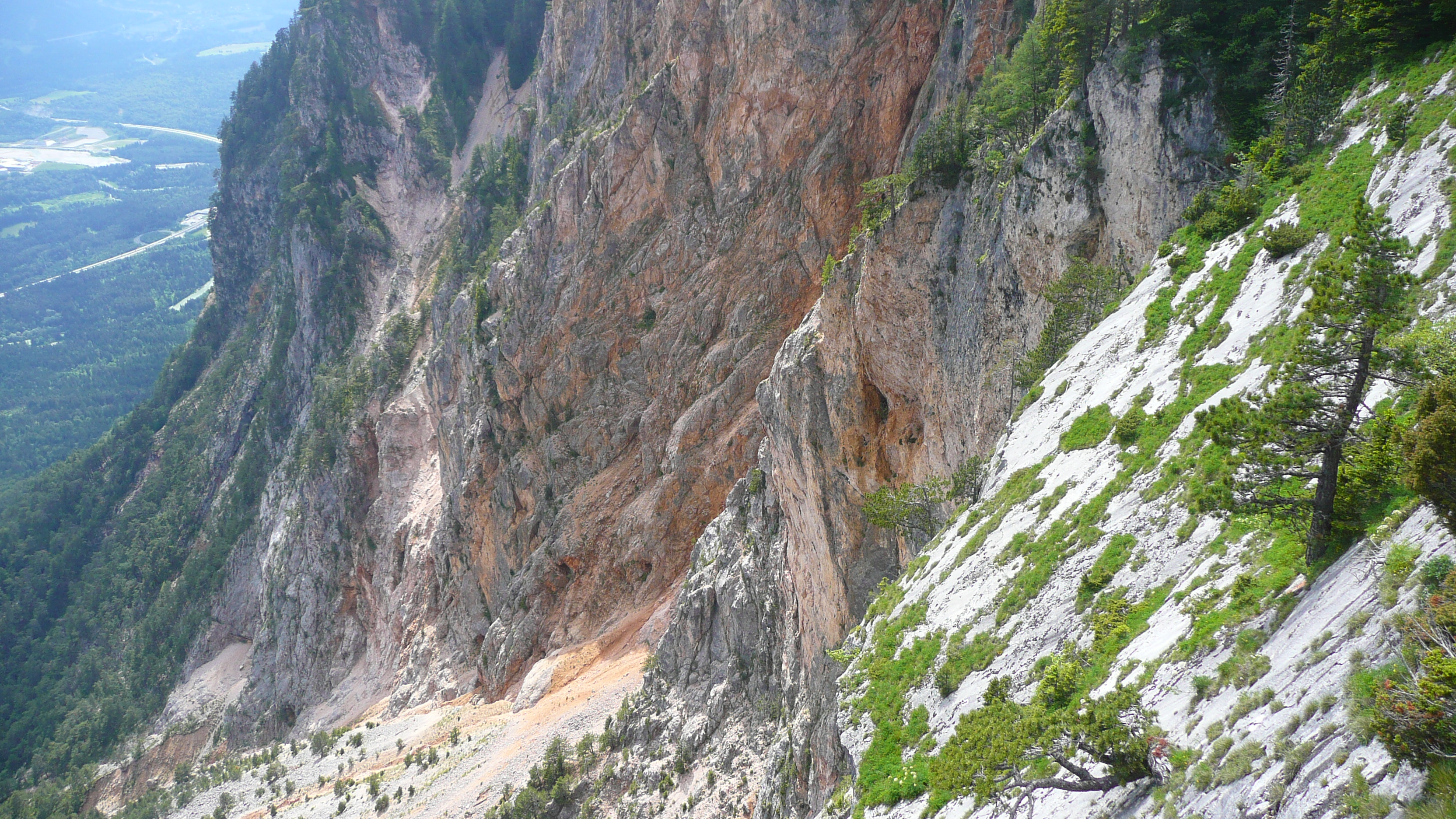
Bergsturzgebiet Rote Wand

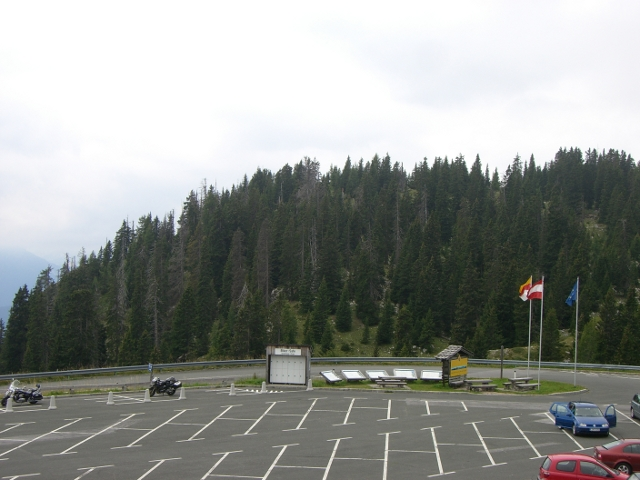
Parkplatz an der Rosstratte, dem Endpunkt der Villacher Alpenstraße

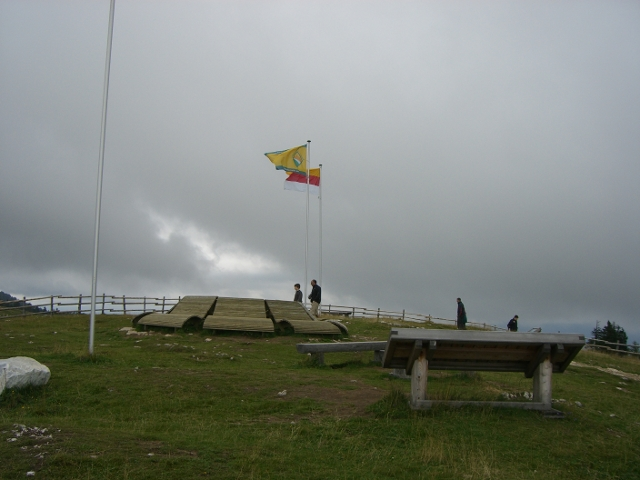
Hölzerne Ruheliegen an der Rosstratte

Die Villacher Alpenstraße ist eine ganzjährig tagsüber geöffnete, für Kfz mautpflichtige Bergstraße in Kärnten, Österreich.
Die am 17. Juli 1965 erbaute Hochalpenstraße hat ihren Ausgangspunkt in Villach und führt über 16,5 km bis unter den Berg Dobratsch. Am Verlauf der Straße sind mehrere Parkplätze angelegt, insbesondere an prägnanten Aussichtspunkten.
Vom Parkplatz 2 (862 m. ü. M.) aus bietet sich den Besuchern eine gute Sicht auf Villach.
Bei Parkplatz 6 (1403 m) sind ein Alpengarten (gesonderter Eintritt) und die Aussichtsplattform Rote Wand mit Blick auf die Felsabbrüche, die bei einem Bergsturz im Jahr 1348 entstanden, angelegt.
Ende der Straße ist bei der Rosstratte (Parkplatz 11, 1732 m). Auf den Gipfel des Dobratsch führen mehrere hier beginnende Wanderwege. Zudem befinden sich an dieser Stelle
- das Bergrestaurant Rosstrattenstüberl,
- ein Skulpturenpark, der im Jahre 2009 nach der Beendigung des Bildhauerinnensymposions Krastal am Rande des Parkplatzes und in der Umgebung eingerichtet wurde,
- ein Hügel (1740 m) mit hölzernen Liegebänken, Panoramatafeln, die die alpine Umgebung erklären, und seit 2016 mit einer Sonnenbeobachtungsstation aus vier Menhiren, drei Sonnenuhren und einer Kopie der Himmelsscheibe von Nebra.[1][2][3]

Die Straße ist ganzjährig geöffnet und wird von der Großglockner Hochalpenstraßen AG bewirtschaftet.
Denzel-Skala: 1–2